# Cascada de Texolo

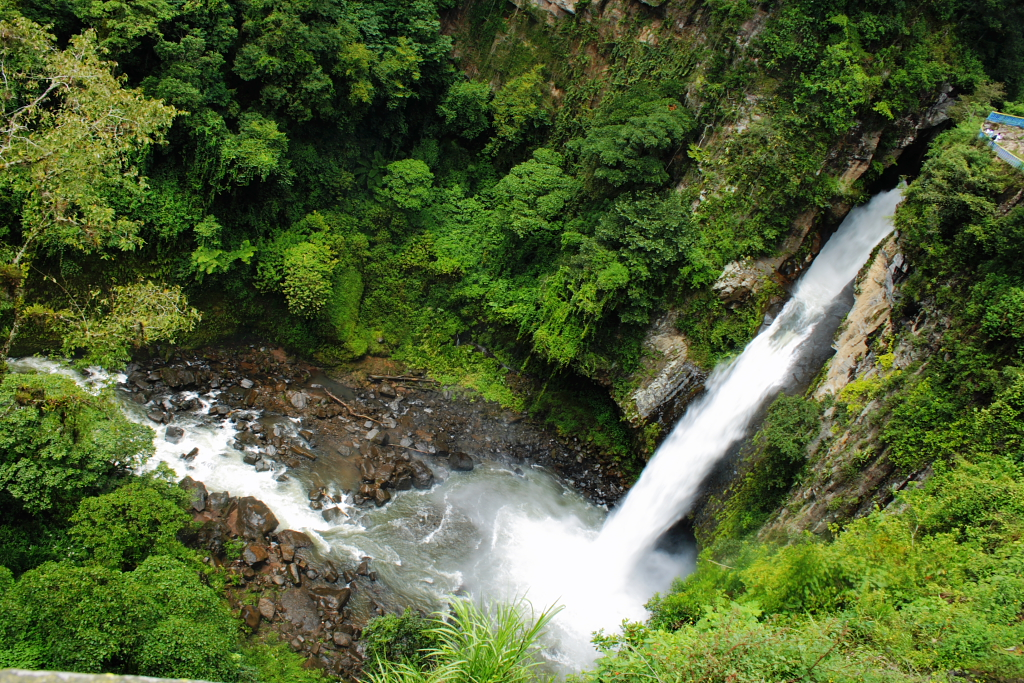

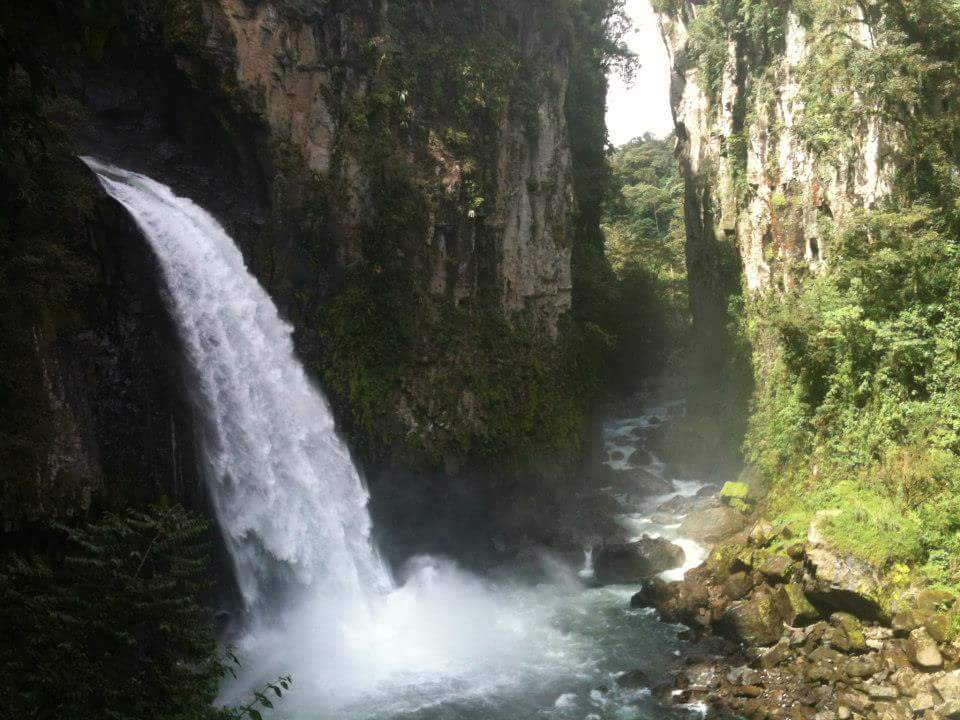
Cascada principal

La cascada de Texolo es una cascada ubicada al oriente de Veracruz, México. Está localizada a 3 kilómetros al sur del pueblo de Xico, en el estado de Veracruz, y, aproximadamente a 19 kilómetros de Xalapa. 
La cascada principal tiene una altura aproximada de 18–24 metros. Hay un puente sobre el barranco que conecta ambas partes del bosque. Al otro lado, hay dos cascadas más pequeñas que se pueden ver a partir de algunos de los senderos en la zona.
Las cascadas y sus alrededores han sido utilizados para filmar varias películas, incluyendo Romancing the Stone y Peligro inminente. En Romancing the Stone, la joya está escondida en una cueva detrás de la cascada y la cascada de Texolo fue utilizada para esa escena.

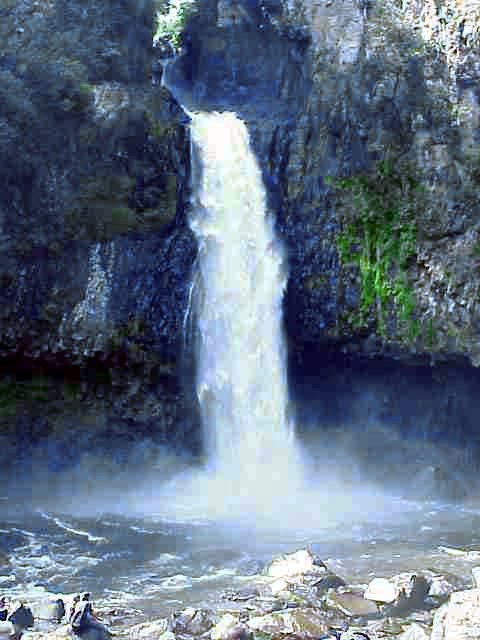
La caída principal en la Cascada de Texolo